# Dormidontowka (wieś)
Dormidontowka (ros. Дормидонтовка) – wieś w Rosji, w Kraju Chabarowskim, w rejonie wiaziemskim. W 2021 liczyła 512 mieszkańców.